# São Miguel do Tapuio
São Miguel do Tapuio é um município brasileiro do estado do Piauí. 

## Geografia
Localiza-se no centro norte do estado do Piauí, a uma latitude 05º30'13" sul e a uma longitude 41º19'24" oeste, está a uma altitude de 285 metros. Sua população estimada em 2019 foi de 17.662 habitantes. Possui uma área de 4.988,193 km² e fica a 216 km de Teresina, da capital do estado.

### Fotos de logradouros

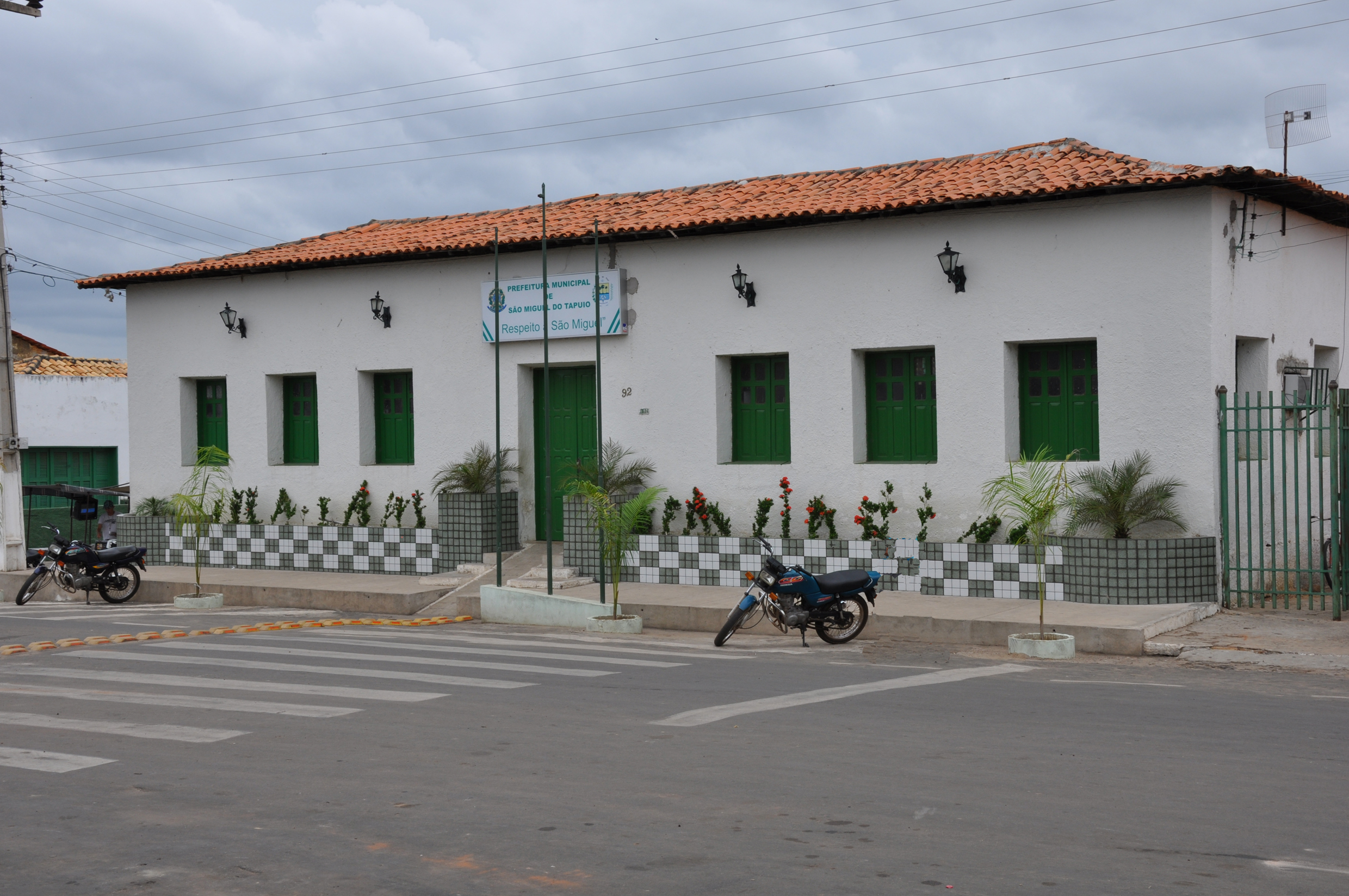
Paço Municipal (Prefeitura)
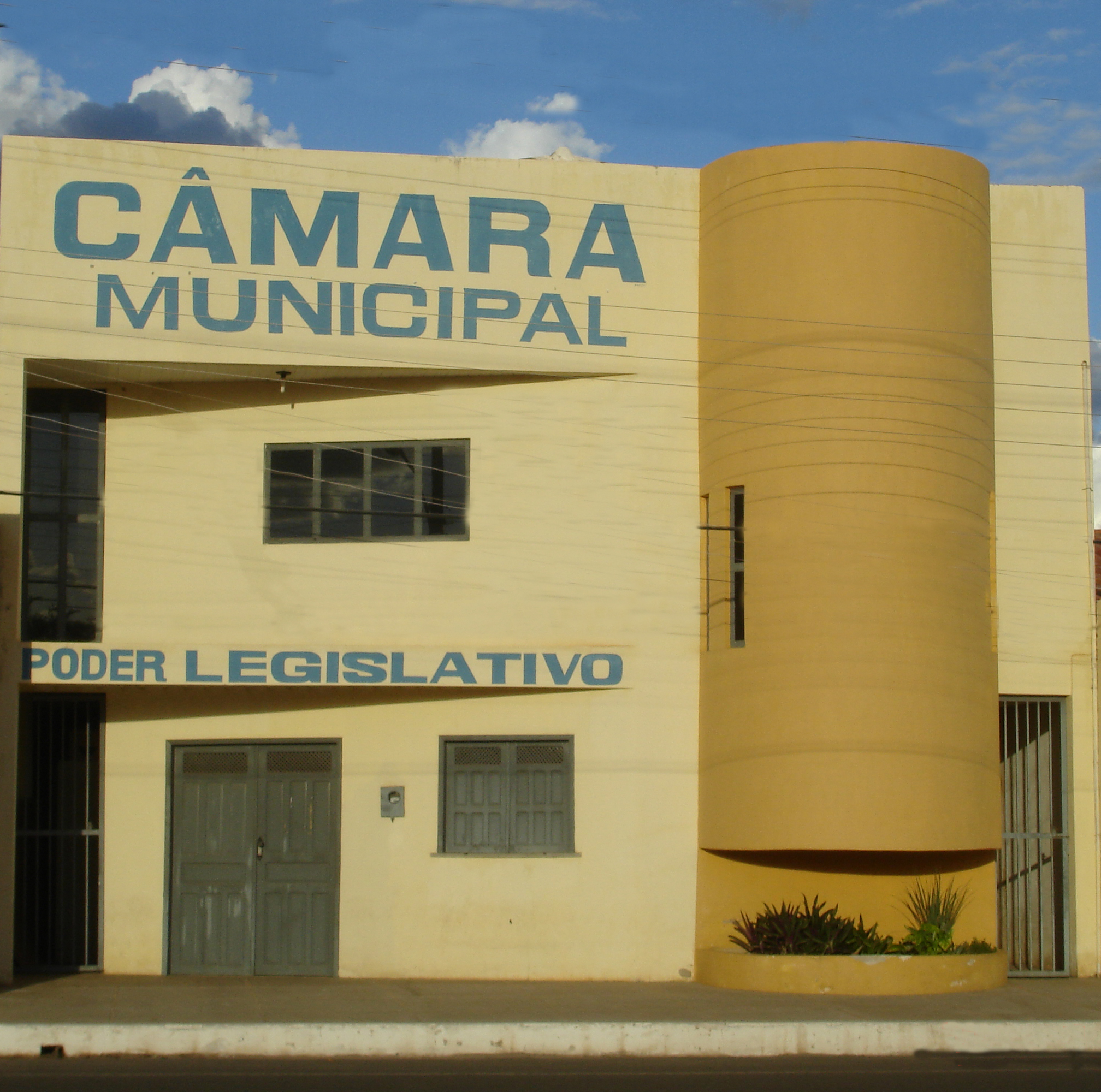
Câmara Municipal
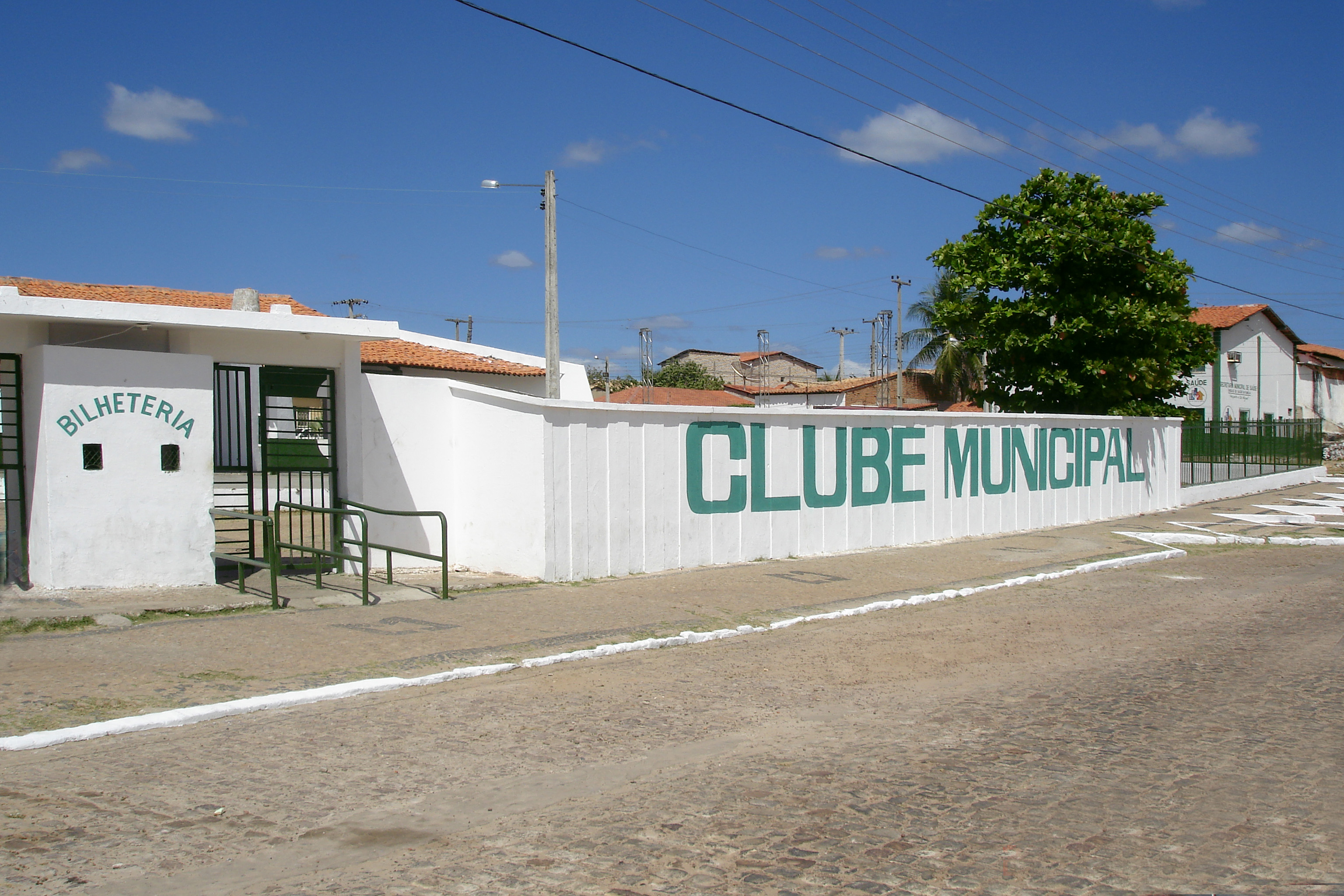
Clube Municipal
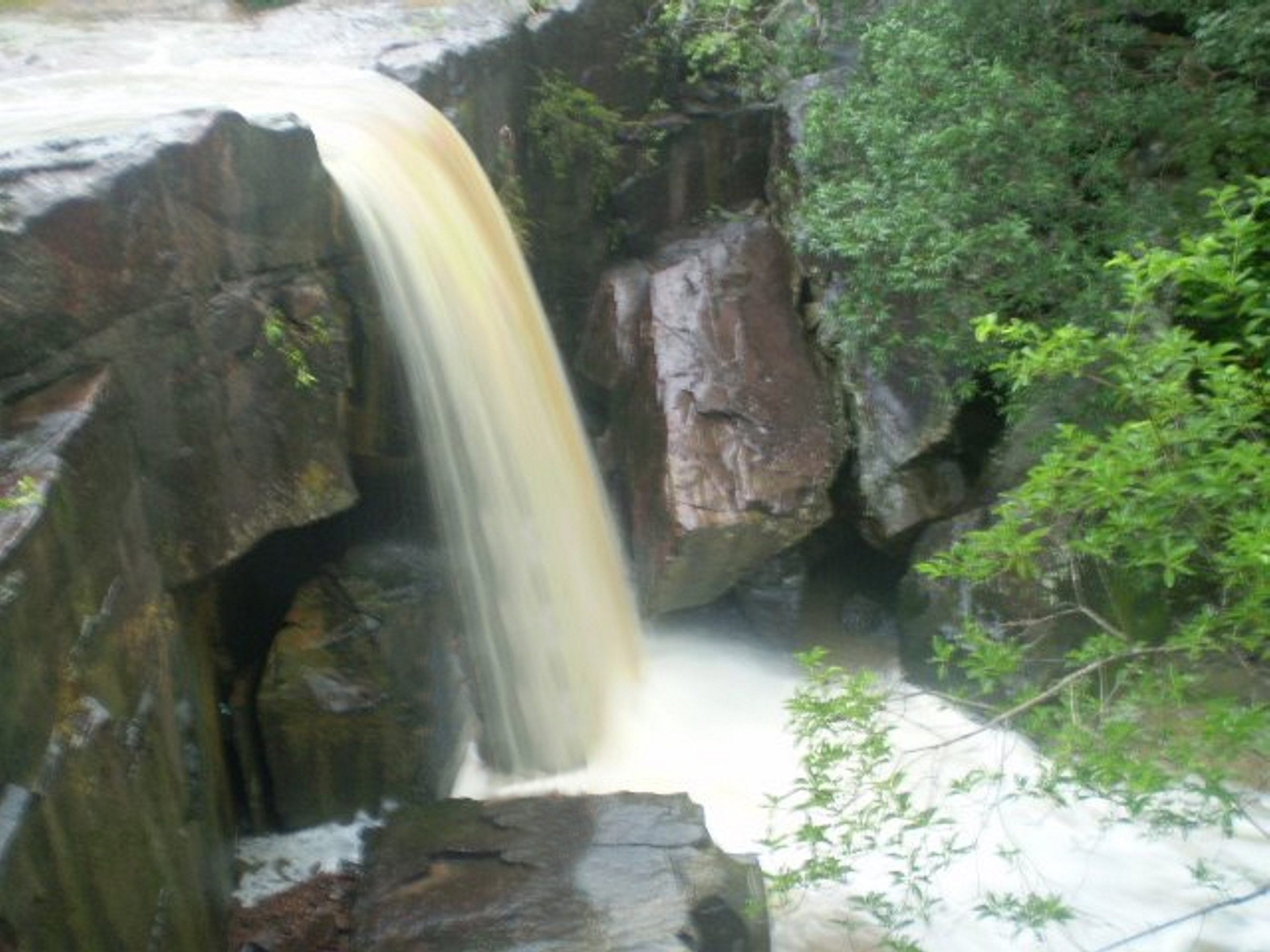
Cachoeira do Escuro
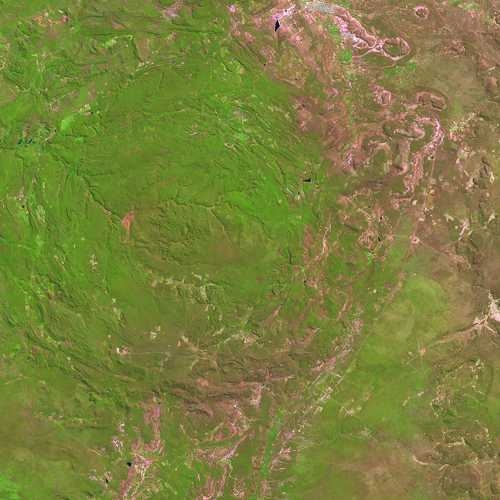
Cratera de origem vulcânica ou meteorítico
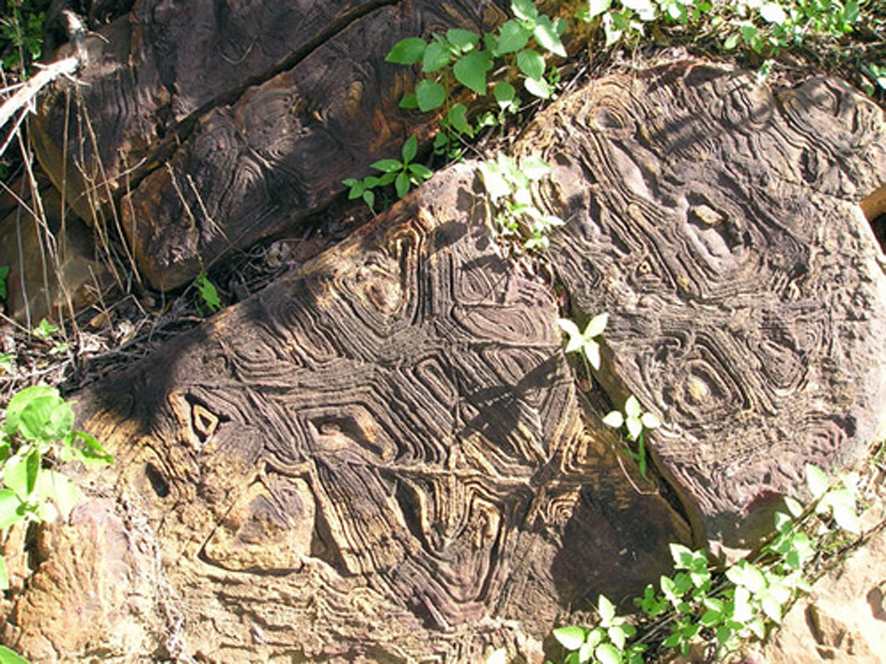
Rocha da Cratera
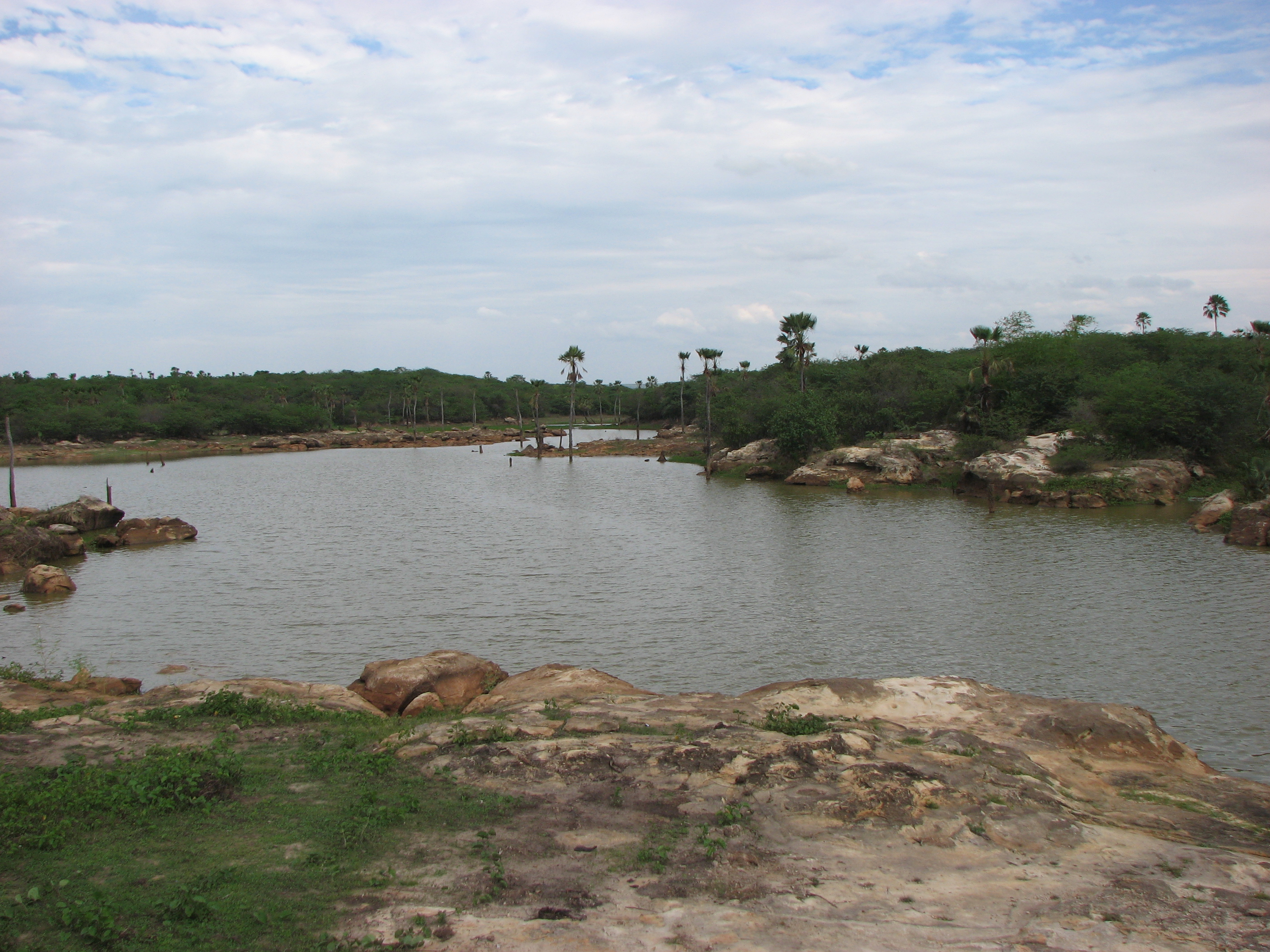
Balneário Chapéu de Couro
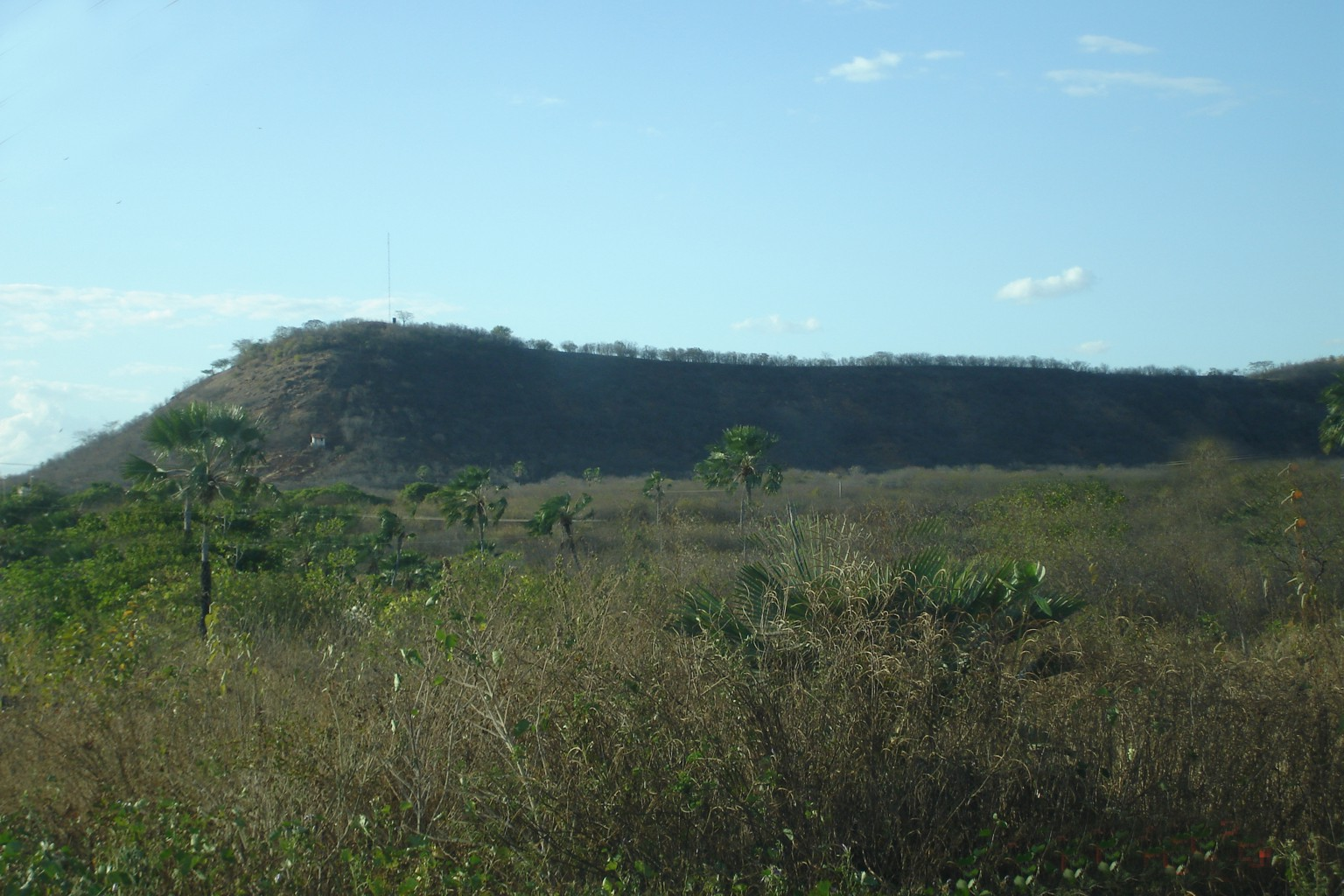
Colina Espinhaço do Mundo
Serra do MorcegueiroSerra do Morcegueiro
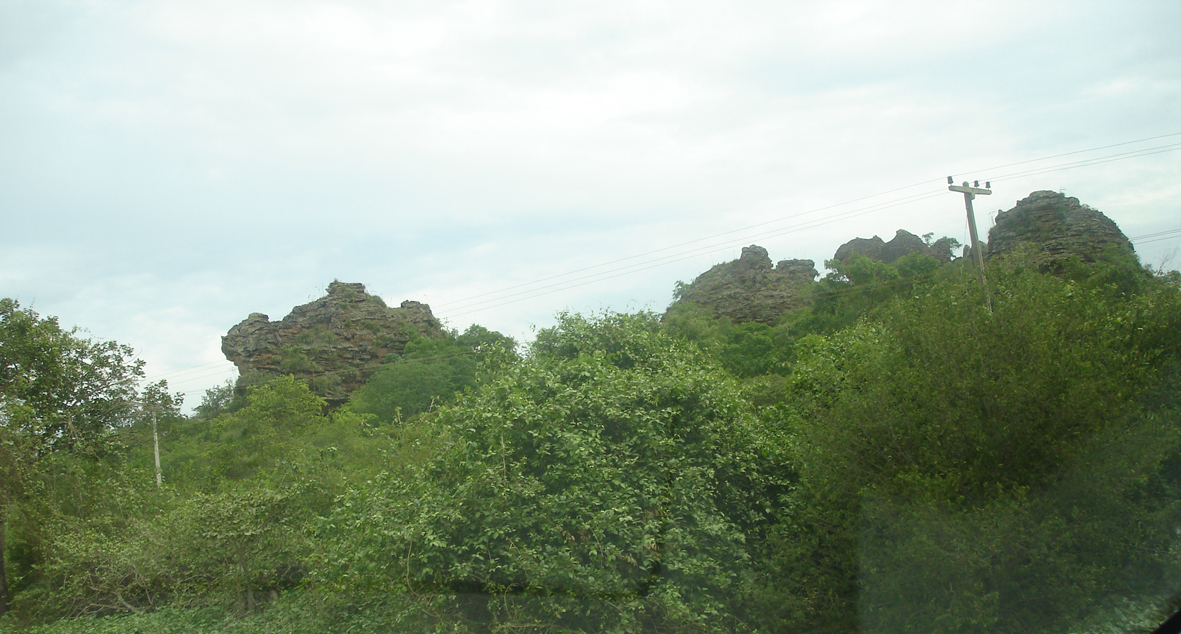
Serra dos Picos
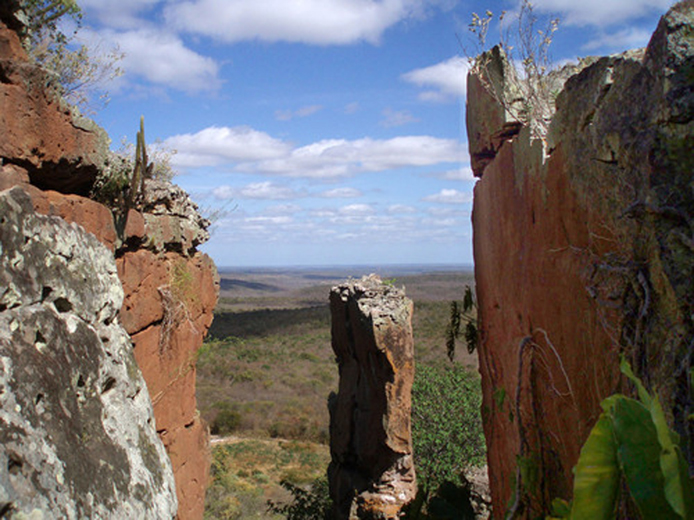
Formação Rochosa Serra dos Picos
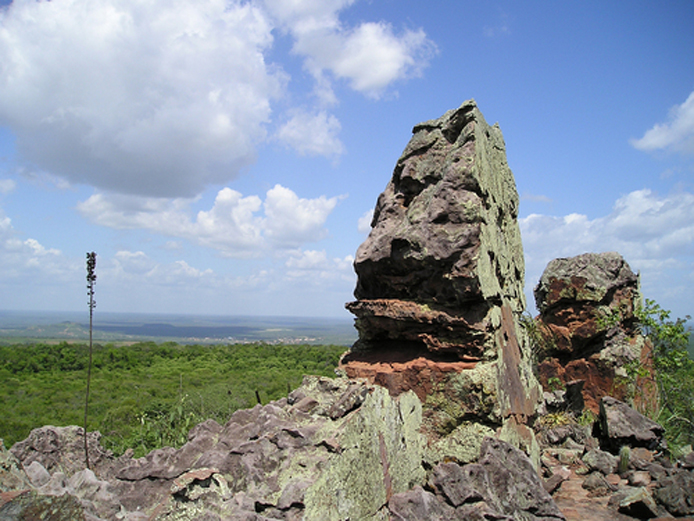
Formação Rochosa Serra dos Picos
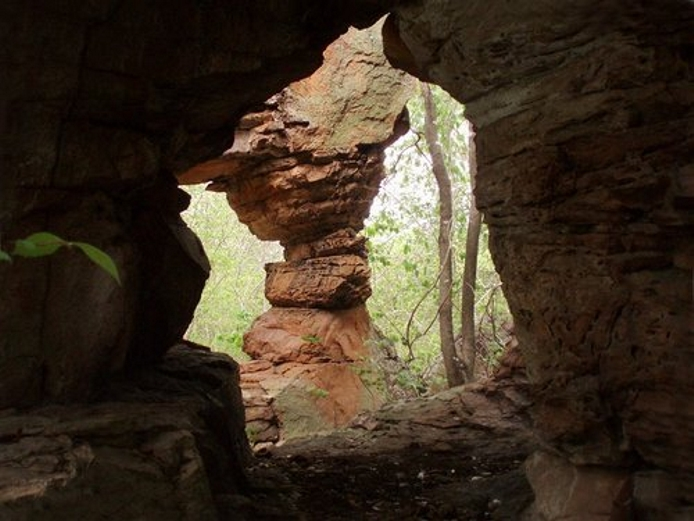
Formação Rochosa Tucuns
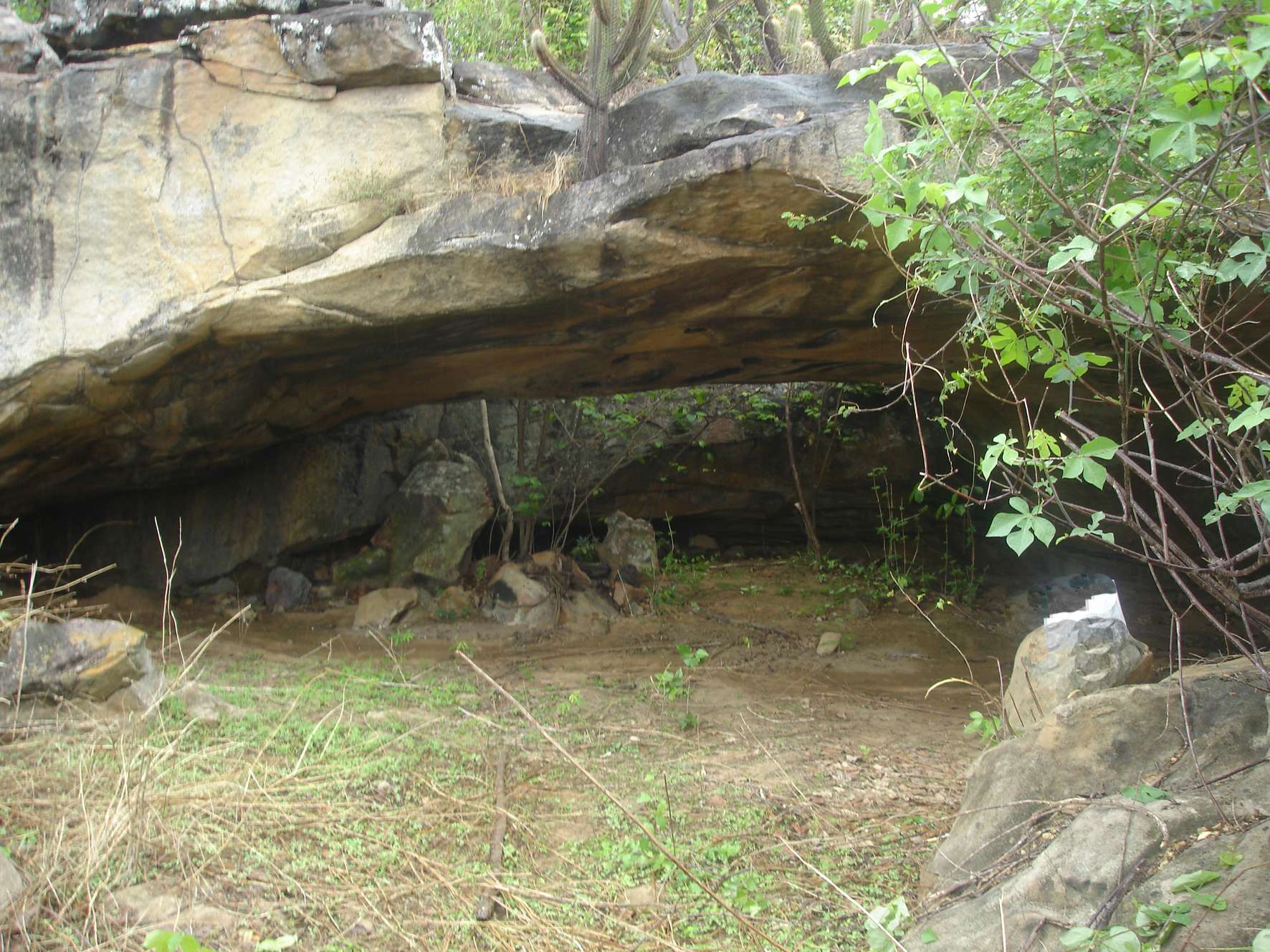
Loca João Martins de Araújo - Barraca das Tabas
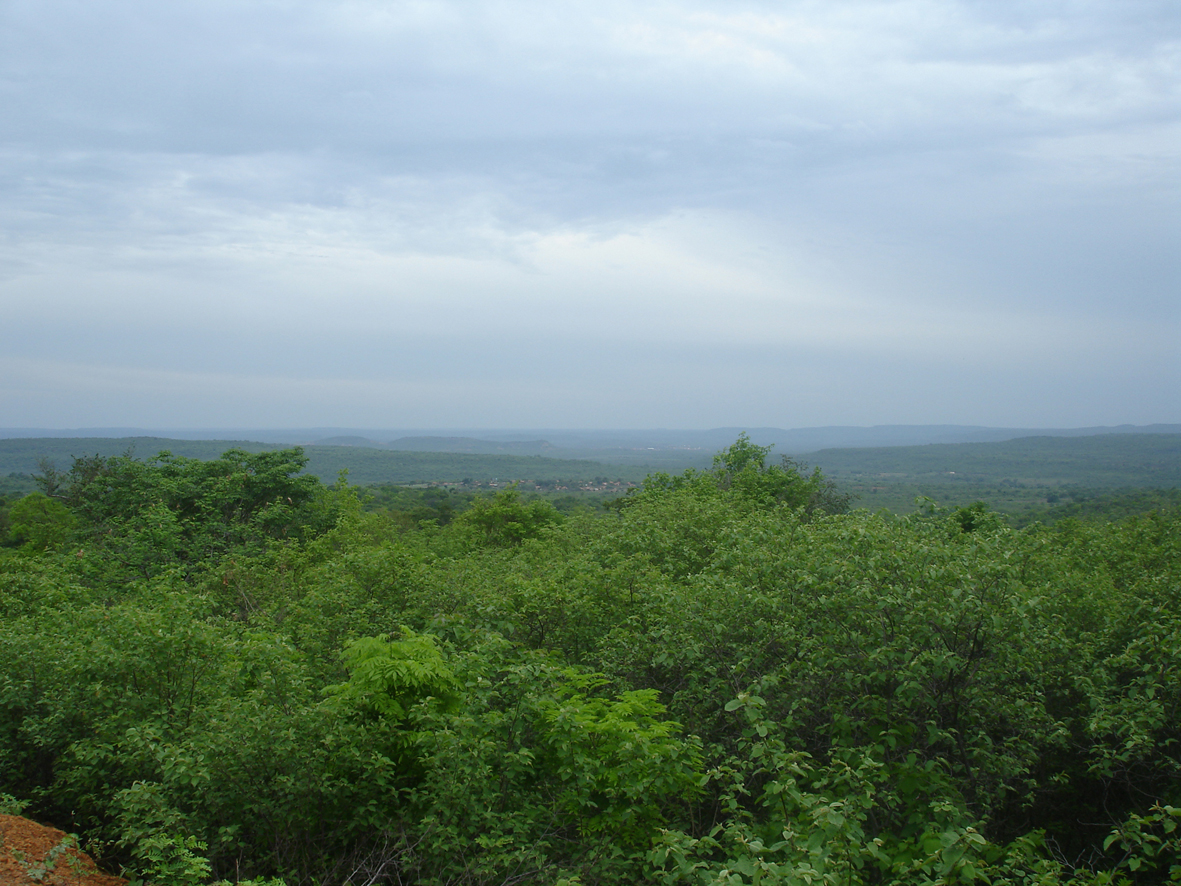
Vale São Miguel visto da Serra do Morcegueiro
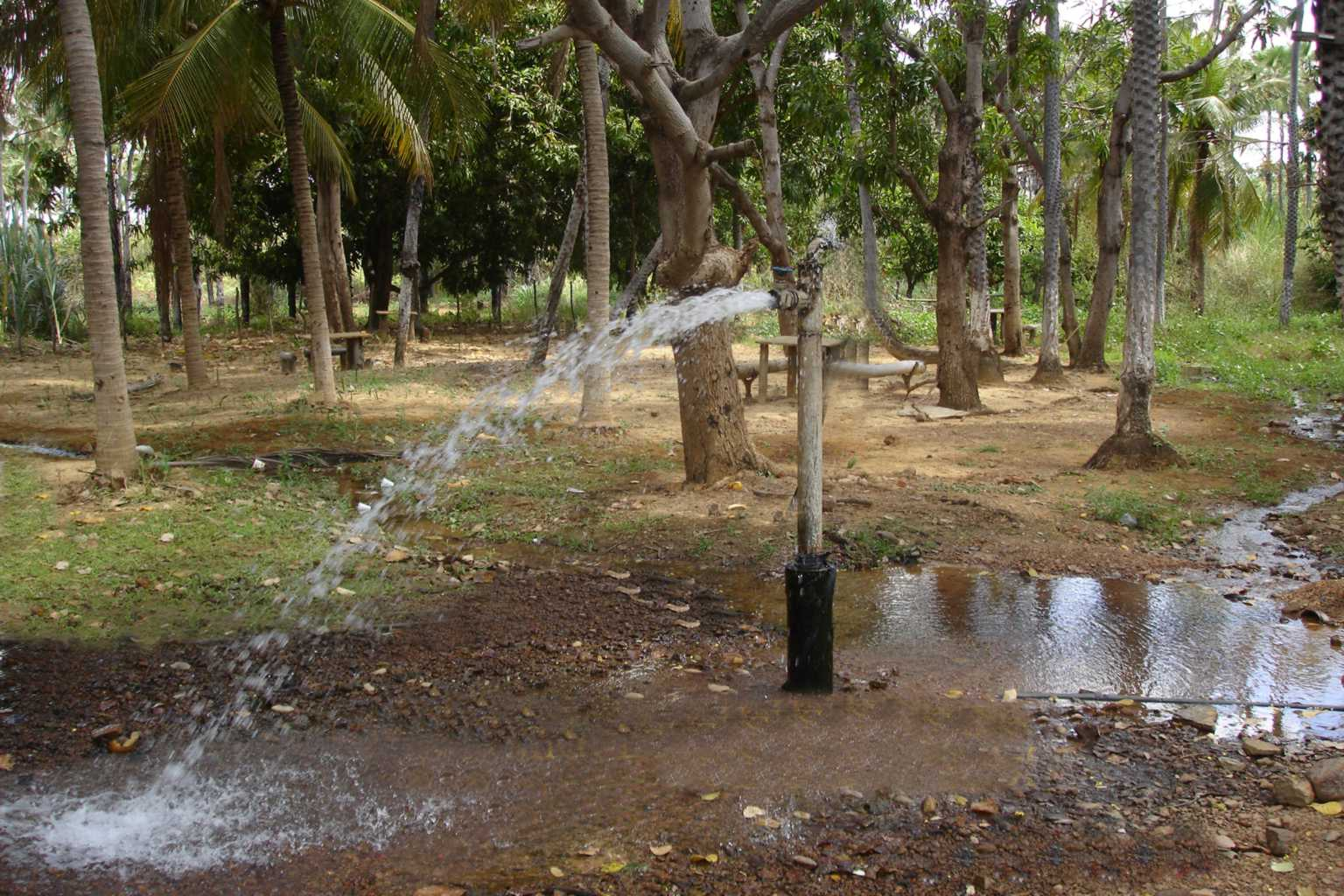
Poço Jorrante — Balneário Canabrava
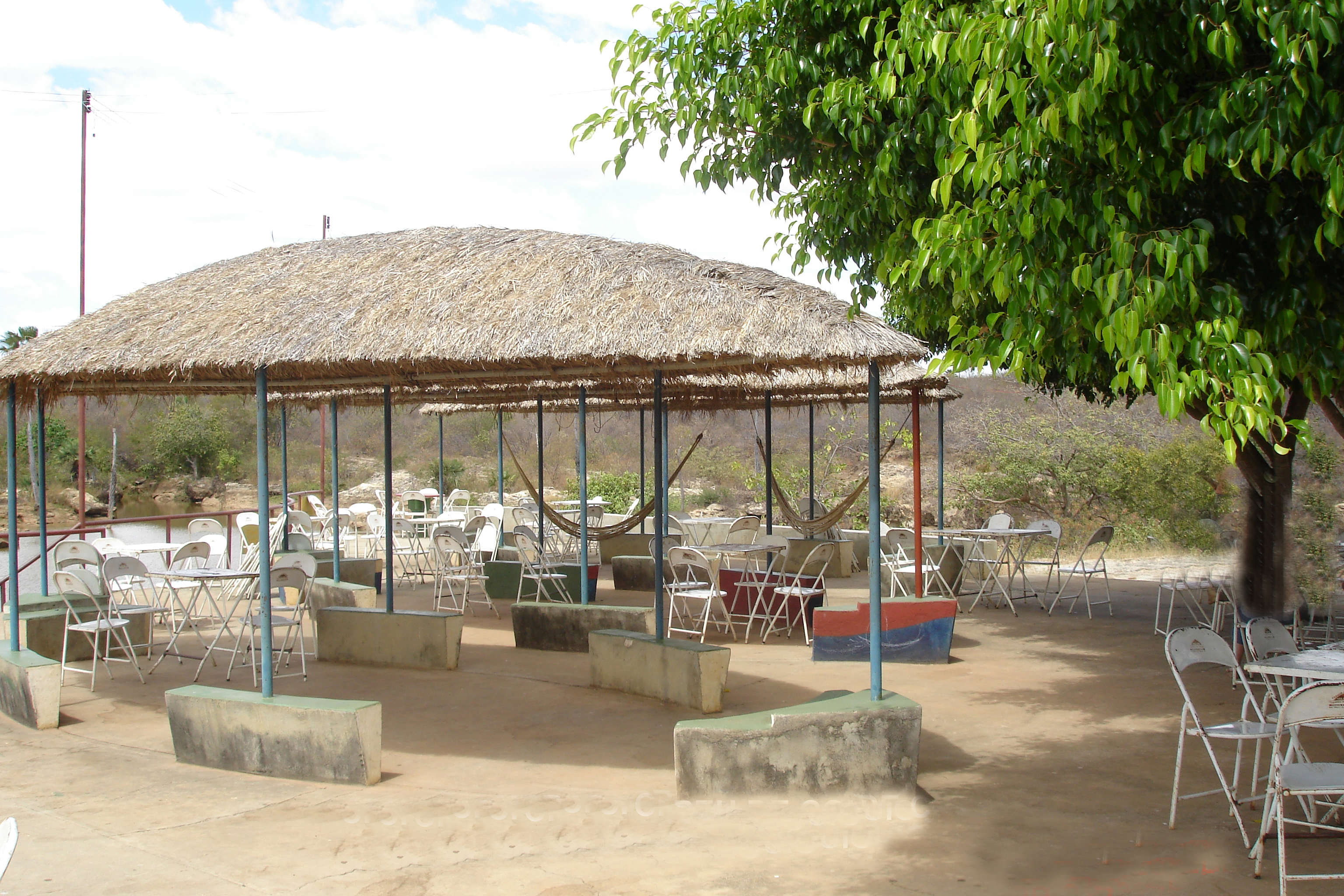
Palhoça -  Balneário Chapéu de Couro
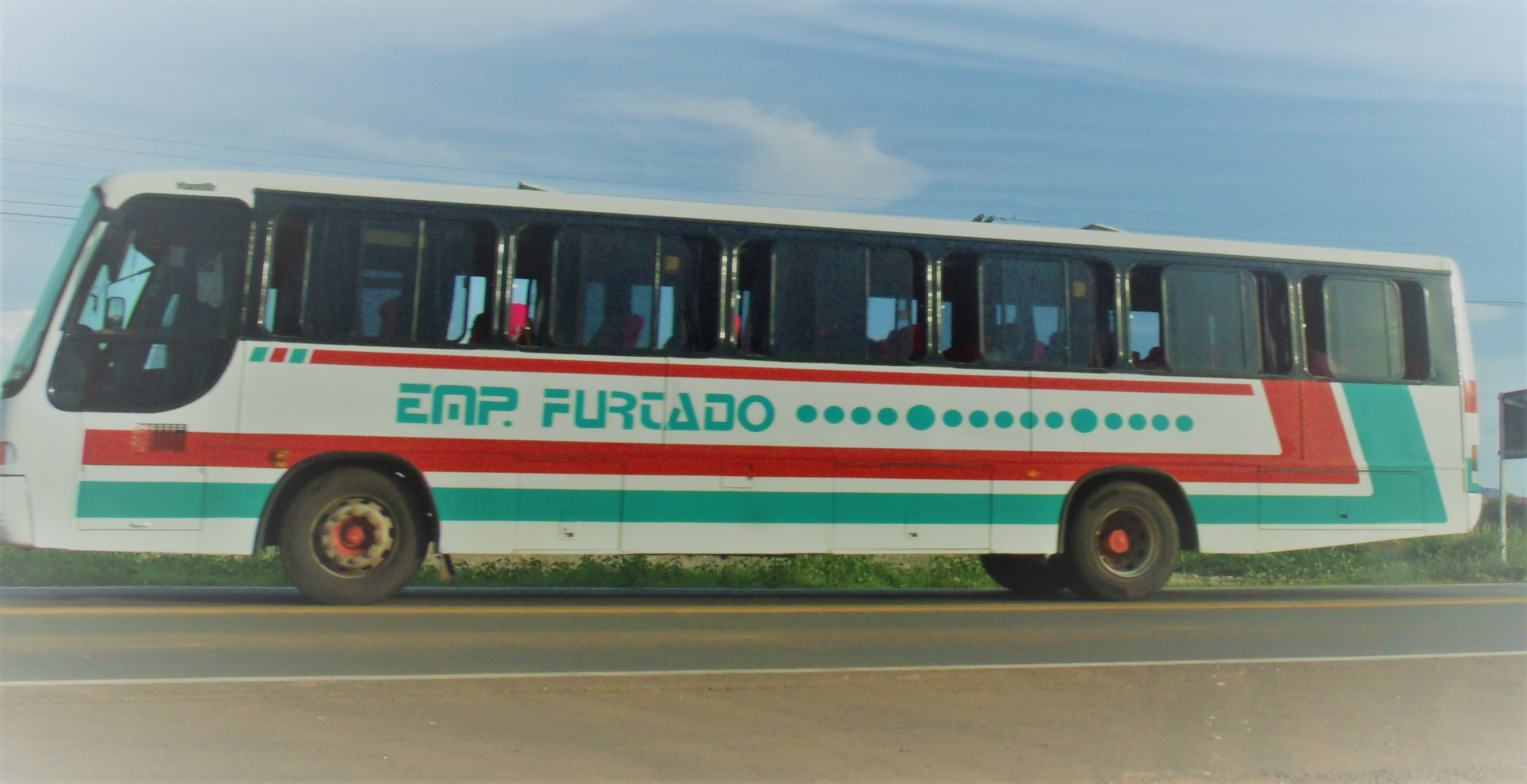
Ônibus da Furtado, uma tradicional empresa de passageiros de São Miguel do Tapuio.

### Geologia
A estrutura física do solo do município de São Miguel do Tapuio é formada por depressões e elevações. No solo tapuiense, existe uma cratera medindo aproximadamente 20 km de diâmetro cuja existência é comprovada por estudos geológicos e por fotos de satélite. A cratera tem as seguintes coordenadas  e especificações:
- Localização: 5º38`S, 41º24`W, estado do Piauí, Brasil
- Diâmetro: aproximadamente 20 km.
- Idade: pré-abertura do Oceano Atlântico.
- Morfologia: assimetria das escarpas, íngreme e elevadas ao oeste e suaves a sudeste, dois anéis concêntricos, apresentado soerguimento central.
- Estruturas específicas: cones de deformação, lamelas de deformação.

Origem: Existe controvérsia quanto à origem dessa cratera. Uma corrente de pesquisadores afirma que tem origem vulcânica cujas erupções foram desativadas há milhões de anos. Outra corrente de estudiosos diz que ela se originou de choque meteorólito ocorrido na era pré-abertura do Oceano Atlântico.

## Pré-História
O Piauí tem sinais que atestam que a sua pré-história é uma das mais preciosa do planeta terra, que só agora começa a ser estudada. Alguns municípios piauienses, entre os quais São Miguel do Tapuio, têm uma riqueza arqueológica que guardam traços de civilizações antiqüíssimas.
No passado habitaram no município de São Miguel, grupos humanos provavelmente contemporâneos aos da Serra das Capivaras, em São Raimundo Nonato, cujos estudos arqueológicos, confirmam que há mais de vinte mil anos já existia civilização naquela região.
Em São Miguel do Tapuio, existem grutas com inscrições e sítios arqueológicos que revelam a passagem de antigas civilizações, exemplo: as localidades denominadas, Serra do Letreiro, Bom Jesus, Baixa Verde e a propriedade denominada Barraca do João Martins. Nesses locais as pinturas rupestres ainda podem ser vistas e estudadas.

## História
- Fundação: 25 de março de 1934 (91 anos)

Bem antes do povoamento do Piauí, ainda quando aventureiros do Velho Mundo competiam na conquista do Mundo Novo, os índios Tacarijus já tinham ultrapassado a serra da Ibiapaba e se assenhoreado das mais belas terras piauienses.
A mais antiga documentação que se tem noticia sobre os índios Tacarijus data do século XVI, foi escrita pelo padre franciscano André de Thévet que percorreu o Nordeste brasileiro pelos anos de 1580 e deu conhecimento dessa etnia ocupando belas terras cercadas de brejos, rios, muita palmeira e frondosas árvores, especialmente, carnaúba, buriti, tucum, babaçu, gameleira, ipê e outras, além de grandes nascentes de águas cristalinas que emergiam do solo. Hoje, essas terras são chamadas de Tiririca, Roça Velha, Irauçuba, Canabrava, Olho d'água, Canto, São Luis, Lagoa e Brejo Grande. Os historiadores acreditam que os Tacarijus vieram do Rio Grande do Norte, estado também, pertencente à  região nordeste do Brasil.
Por causa dos contatos com os franceses de quem eram fieis amigos, os Tacarijus tinham uma cultura bem superior às outras tribos vizinhas. Entretanto, não se tem registro quando se deram os primeiros encontros entre os franceses e Tacarijus, mas se tem informações de que por vários anos, os franceses que já iam até a ilha do Maranhão, conviveram com aquela tribo e com ela comercializavam tintas, resinas, ouro, prata e salitre.
Em 1604 Pero Coelho atacou a serra da Ibiapaba e os índios Tabajaras que dominavam aquela região se renderam aos lusitanos, os Tacarijus, não. Os franceses aproveitaram e persuadiram os Tacarijus a odiarem os portugueses e seus aliados. Por isso, aquelas tribos se tornaram inimigas.
Em 1606 chegaram à  região da Ibiapaba  os padres jesuítas Francisco Pinto e Luis Figueira com a missão de converter os silvícolas  à fé cristã  e a fidelidade ao Rei de Portugal. Os silvícolas da serra logo aceitaram a doutrinação missionária, os Tacarijus influenciados pelos franceses se negaram aos diversos apelos que lhes foram feitos e julgaram os missionários  como feiticeiros.
Em 11 de Janeiro de 1608 os Tacarijus mataram o padre Francisco Pinto, aliado dos portugueses  que se encontrava na região, na esperança de conseguir a conversão daquele povo. A insistência do jesuíta em ir visitá-los, deixaram os Tacarijus irritados. O massacre do padre foi dentro da Capela do povoado que mais tarde veio a ser o município de São Miguel do Tapuio.
Quando os índios Tabajaras souberam da brutal morte do missionário, seu aliado, atacaram os Tacarijus de modo, também, brutal com o objetivo de exterminá-los e os perseguiram, fazendo-lhes guerra por toda a parte. Os Tacarijus não se deixaram dominar, preferiram lutar até tombar o seu último guerreiro. Para que lhe conservasse o nome e a memória dessa Nação se tem noticia apenas, da existência de uma cabeça de um Tapuia (nome que também, era dada a etnia Tacarijus) pendurada em uma gameleira, árvore da família das moráceas fícus. Em Junho de 1608 foi celebrada a primeira missa de absolvição dos pecados Tacarijuenses.
Em Junho de 1692, Bernardo de Carvalho de Aguiar, descendente de família nobre portuguesa, originária da Península Ibérica, dos Aquilar da Espanha, se apossou do antigo berço dos Tacarijus e fez seu primeiro curral em terras piauienses, criou gado e construiu casas. Portanto, São Miguel do Tapuio tem a glória de ter a maior figura da História Colonial do Piauí, como precursor de sua fundação. Quando Bernardo de Carvalho chegou àquela aldeia abandonada, já haviam passado 84 anos dos fatos de tão triste lembrança e daqueles silvícolas nenhum sinal encontrou, além da memória perpetuada no inglório nome que a terra recebeu. Porém, conservou-lhe o nome que a lembrança de um triste fato a fizera conhecida e a denominou de Cabeça do Tapuia. Bernardo de Carvalho de Aguiar faleceu no Maranhão em 1730.

## O nome São Miguel do Tapuio
Rosaura Muniz Barreto nasceu na Serra Vermelha (hoje, Castelo do Piauí), provavelmente no ano de 1823, e faleceu em 1908. Filha do Tenente Aleixo Muniz Barreto. Casada em primeiras núpcias com Luís Furtado de Albuquerque Cavalcante. Em 1905, ela, rica proprietária de terras no município, por dote e herança, atendendo ao pedido das lideranças locais, resolveu doar para São Miguel Arcanjo, uma gleba medindo 880 metros de comprimento de nascente a poente e 480 metros de largura de sul a norte, formando um quadro no lugar denominado Deliciosa, para que fosse erguida uma Capela para São Miguel Arcanjo, e também, fez a doação da imagem do Santo que mandou buscar na França. Porém, ela pediu que o nome do povoado fosse São Miguel do Tapuio em homenagem ao Santo, ao seu filho Miguel e aos guerreiros índios Tapuios. O seu pedido foi atendido. A imagem original do Santo, ainda se encontra no altar principal da igreja matriz de São Miguel.
Depois de viúva casou-se em segundas núpcias em 19 de abril de 1866, com João da Cunha Alcanfor, paraibano, advogado (rábula), mas logo se desquitou de Alcanfor. Ela  viveu provavelmente 85 anos, no final de sua vida tinha parcos recursos. Foi sepultada ao lado do seu filho Miguel, no cemitério antigo da povoação, onde anos depois lhe fizeram uma capela.
Assim teve origem o nome da vila que foi se desenvolvendo, com sua feira de mercadores, inicialmente realizada à sombra de uma frondosa gameleira que ficava bem no meio do povoado. Essa histórica árvore foi preservada no centro da primeira praça da vila, ali permanecendo até a morte, ocorrida nos decênios de 1970 ou 1980. No início da criação da vila, a gameleira serviu de mercado, cadeia e Prefeitura. Foi mercado porque sob sua sombra era o ponto de venda dos feirantes;  foi cadeia porque ao seu tronco eram amarrados os fora da lei  e prefeitura porque ao seu abrigo foram realizadas as primeiras reuniões entre os fazendeiros para discussão sobre o futuro administrativo do povoado.
Até os seus últimos dias de vida, à sombra fresca e amiga da antiga gameleira servia de abrigo para o encontro de moças e rapazes e nas noites de luar dava amparo aos boêmios e seresteiros da cidade.
Em volta do seu tronco, havia um círculo de alvenaria e cimento que servia de assento para quem quisesse desfrutar da sombra da árvore de velhas tradições. A esse círculo, os seus freqüentadores deram-lhe o nome de buraco das moças. A história da velha gameleira, também foi cantada em versos pelo poeta piauiense João Francisco Ferry.

### Emancipação política do município
A Vila de São Miguel do Tapuio, estado do Piauí — Brasil, passou à categoria de município pelo Decreto número 52 de 25 de Março de 1938. Mas, jornais da época noticiam que a sua elevação à categoria de município já havia ocorrido em 4 de Outubro de 1934. Porém, sabe-se  que pela sede do município, houve uma ferrenha luta política entre as vilas Assunção e São Miguel do Tapuio. Talvez essa seja a causa da divergência das datas. Entretanto, o município comemora a sua data oficial no dia 25 de Março.

## Bairros
- Centro
- Jockey
- Bairro de Fátima
- Canto
- Matadouro
- Novo Horizonte
- Pedrinhas
- São Luiz
- Bela Vista
- Alto Alegre
- Cohab (Bairro novo)
- Santa Rita
- Açude São Vicente
- Estado (Bairro de Fátima)
- Bandeirantes
- Canabrava

## O fundador do município

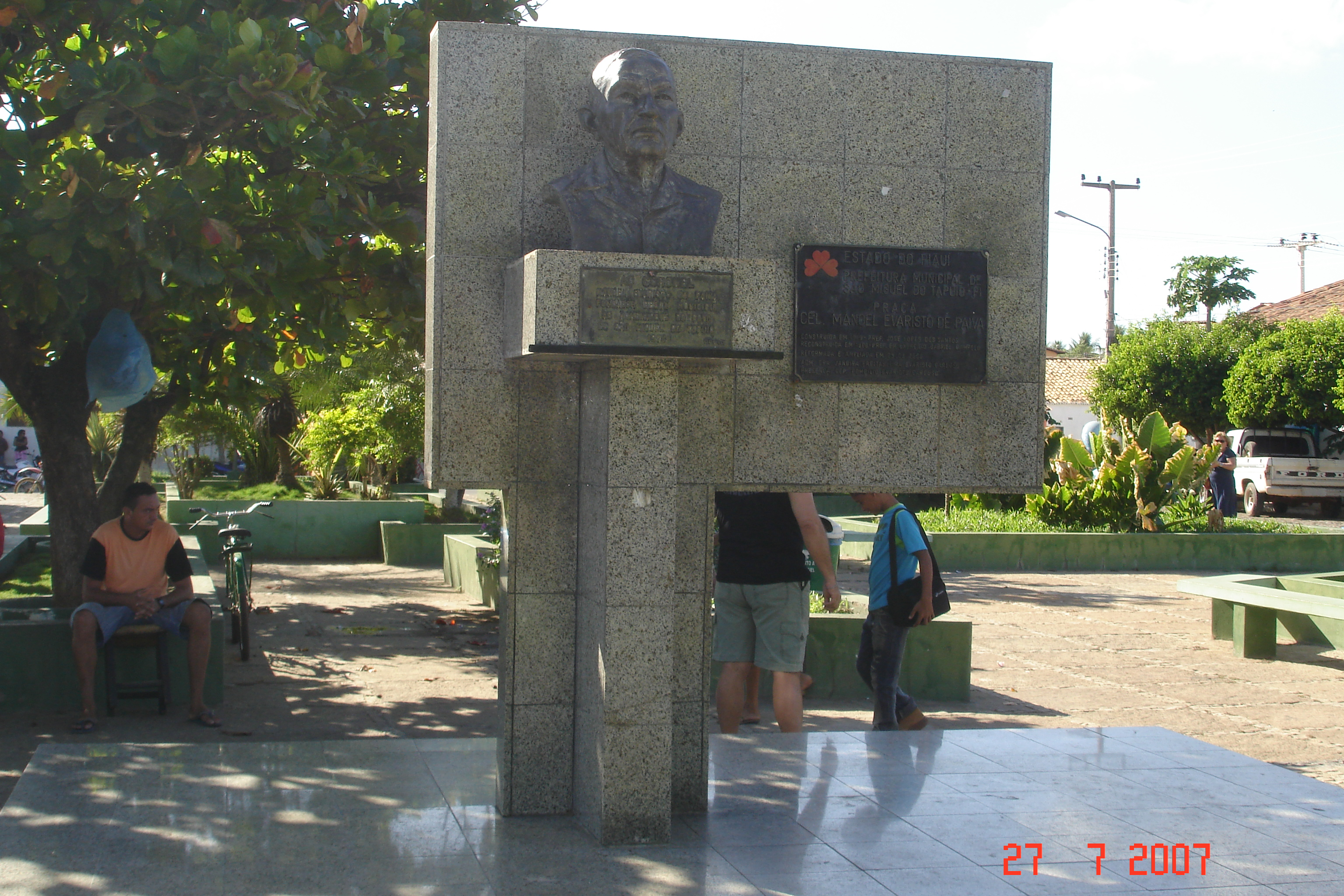
Busto do fundador da cidade de São Miguel do Tapuio - Piauí

Manuel Evaristo de Paiva, cearense, empresário bem sucedido, logo instalou seu comércio em São Miguel, onde começou a construir sua trajetória política. Casado com Francisca Aragão Paiva, filha de Artur Ximenes de Aragão e neta de Rosaura Muniz Barreto. Foi depois de  Rosaura Muniz Barreto a maior figura central da história de São Miguel no século XX. No pedestal do busto de Manuel Evaristo, na principal praça da cidade que tem o seu nome, se pode ver inscrição confirmando ser ele o fundador do município de São Miguel do Tapuio.
São seus filhos por ordem de nascimento: Milton Evaristo de Aragão, Marieta Evaristo Cardoso, Arthur Evaristo de Aragão, Valter de Aragão Paiva, Magnólia de Aragão Paiva, Antonio de Aragão Paiva (Totonho) e Luíza de Aragão Pires Ferreira.
Já em 1905, ele foi o principal líder da comissão criada para adquirir o patrimônio para criação da embrionária forania de São Miguel. Assinou como testemunha a escritura de doação do chão que hoje é a cidade. Possuidor de um grande prestígio, apoiado pelos líderes políticos estadual, Gaioso Amendra e Leônidas de Castro Melo, Manuel Evaristo iniciou a luta pela emancipação política do município e batalhou até conseguir a vitória. Sendo recompensado com a sua nomeação para  exercer o cargo de primeiro prefeito da cidade. Ele governou o município nos períodos de 1934 a 1945 e 1951 a 1955 e 1967 a 1971.
No primeiro governo de Manuel Evaristo, foi seu secretário o jovem José Lopes dos Santos que com ele viera de Crateús - Ceará e posteriormente, também, foi eleito prefeito do município no período de 1948 a 1951.
Nos períodos em que Manuel Evaristo governou o município de São Miguel, foram construídos o mercado público, a Prefeitura, cadeia, praças, calçamento, cemitério, estradas, instalou luz elétrica na cidade com seus próprios recursos, criou escolas, lutou para chegar ao município as  políticas governamentais, estadual e federal de saúde, também, instalou  um cartório, que foi entregue ao seu irmão Júlio Evaristo de Paiva.

### Cenário político do município
Luis Furtado de Albuquerque Cavalcante foi à terceira figura central do novo cenário tapuiense, esposo de Rosaura Muniz Barreto. Era comerciante ambulante proveniente do Ceará e se casou em 1844 na vila do Marvão (hoje, Castelo do Piauí), Tinha espírito manso e querido, inclusive, dos escravos, residia na fazenda Lagoa, era o oposto do seu cunhado, Antonio Fernandes de Vasconcelos proprietário da fazenda Canabrava. Foi também, político influente sendo eleito deputado provincial em 1852-1855 e 1858-1859. Embora não se tenha noticia que tivesse inimigo, aos 43 anos morreu assassinado por um sapateiro de nome Bruno. Há suspeita popular que foi a mando de Antonio Fernandes de Vasconcelos, porque Luis Furtado lhe reprovava o seu comportamento com os escravos.
José Furtado de Mendonça  foi a quarta figura  do cenário político de São Miguel. Bisneto de  Rosaura Muniz Barreto, por muito tempo residiu com seu pai João Furtado na fazenda Canto. José Furtado foi o primeiro cidadão tapuiense que chefiou uma oposição ao  Manuel Evaristo. Foi eleito  por duas vezes prefeito de São Miguel e conseguiu eleger seus candidatos por várias vezes.

## Administração
Prefeitos: Os registros consultados não guardam os nomes de todos os prefeitos que governaram o município de São Miguel, apenas alguns nomes foram encontrados. São eles:  Manuel Evaristo de Paiva (primeiro prefeito), seguido de José Lopes dos Santos e José Furtado de Mendonça. Com o fim do regime político denominado Estado Novo, houve uma grande confusão na administração política do país. A administração do município de São Miguel foi agravada ainda mais pela política local por causa de intermináveis batalhas judiciais para definir resultado de conturbadas eleições municipais. Manuel Evaristo foi deposto pelo Interventor estadual Antonio Leôncio Pereira Ferraz, depois voltou eleito pelo povo em 1951. No interregno da instabilidade política local, alguns prefeitos foram de períodos interinos. Assumiram a Prefeitura José Araújo Neto, Gabriel Soares Campelo, João Paulo de França, David Cavalcante Lima, Joana Gomes da Silva (Joaninha), Elias Gomes dos Santos, José Alves dos Reis, Carvídio Aurélio de Azevedo, Maria Anísia Frota de Paiva (casada com Walter Aragão Evaristo de Paiva, ela também, foi a primeira professora diplomada do ensino público de São Miguel, eleita vereadora, e estando na presidência da Câmara, assumiu interinamente o cargo de Prefeita). Depois por eleições democráticas ou por substituições legais e temporárias, assumiram o cargo: Enoque Cardoso Lima, José Furtado Filho, Antonio Martins Soares Primo (Tunas), Nilo Campelo, os irmãos Miguel Lima da Cruz, Francisco Lima da Cruz (conhecidos por Miguel e Chico de Isaias);  Pompílio Evaristo Cardoso e Paulo Frota Paiva (netos de Manuel Evaristo). Em 1982 o médico José Lincoln Sobral Matos foi eleito prefeito, inclusive, foi novamente eleito em 2004 com mandato vigente até 2008.

## Biblioteca Pública Municipal
A Biblioteca Municipal de São Miguel do Tapuio foi inaugurada no dia 19 de outubro de 2009, na sede urbana do município.

## Personalidades

### Nomes que merecem registro
Chaga Bola (in memória), primeiro fotografo da cidade, ele se destacou com sua maquina chamada "lambe-lambe". João Martins de Araújo (1903-1974), cearense, nasceu em Crateús no dia 20 de Julho de 1903 e faleceu na cidade do  Crato, Ceará no dia  8 de Junho de 1974, era ourives, comerciante e agro-pecuarista, casado com  Maria do Carmo de Araújo Paiva (1912-1983), piauiense nascida em São Miguel do Tapuio no dia 25 de Setembro de 1912 e faleceu, também, na cidade do Crato, no dia 19 de Setembro de 1983, onde estão sepultados no Cemitério Nossa Senhora da Piedade. Ela era sobrinha em primeiro grau de Manuel Evaristo de Paiva, fundador da cidade de São Miguel do Tapuio. Nos primeiros três decênios depois da sua emancipação política, a cidade não tinha posto de saúde e nenhum serviço médico, pois o serviço de saúde mais próximo com melhor acesso ficava na capital Teresina, distante 240 km de estrada de terra. Porém, um homem de nome Marcos, provavelmente de nacionalidade alemã, que por lá passou e demonstrava ter conhecimento de medicina, ensinou ao casal João Martins e Maria do Carmo, a fazer os primeiros socorros de pessoas vitimadas por acidentes; e a crianças desidratadas. João Martins, logo aprendeu a imobilizar com talos da folha da carnaubeira, membros superiores e inferiores de pessoas com fraturas ósseas. Docarmo, aprendeu a prestar os primeiros socorros aos recém-nascidos desidratados com soro caseiro; e outras doenças eram tratadas com homeopatia. Assim, voluntariamente, prestaram esses serviços e ajudaram aliviar o sofrimento de homens, mulheres e crianças como se fossem paramédicos, auxiliando a salvar vidas; Em reconhecimento pelos serviços prestados ao município, a Câmara Municipal aprovou a  Lei nº 318 de 18 de Junho de 1982, dando o nome João Martins de Araújo, a uma rua da cidade.
Alzira de Paiva Melo e sua mãe Maria José Evaristo de Paiva, esta última, irmã de Manuel Evaristo de Paiva, fundador da cidade. As duas eram proprietárias do São Miguel Hotel, o primeiro hotel da cidade que muito contribuiu para o progresso do município. Júlio Evaristo de Paiva primeiro tabelião da cidade, Gonçalo de Araújo Chaves cearense de Ipu, casado com  Mariazinha Torres de Araújo, ele foi o primeiro comerciante a se estabelecer no povoado em prédio próprio, logo fez fortuna e ao morrer era considerada a maior do município; Marieta Evaristo Cardoso, proprietária da primeira farmácia do município; Walter de Aragão Paiva, foi vice-prefeito de São Miguel, é filho de Manuel Evaristo, e pai do ex-prefeito Paulo Antônio Frota de Paiva, portanto avô do Leonardo Macêdo de Paiva este, formado em  Comunicação Social - Publicidade e Propaganda  com  Mestrado em Comunicação e Semiótica pela Pontifícia Universidade Católica de São Paulo, é dono de uma página na Internet com o título Comunidade de São Miguel do Tapuio, para os tapuienses que residem em outros lugares não perderem o elo com sua terra. Ele é filho de Francisco Walter Frota de Paiva e bisneto de Manuel Evaristo de Paiva; Antônio de Aragão Paiva, foi o primeiro coletor da Receita Federal; Arthur Evaristo de Aragão (o primeiro tapuiense a se formar em medicina); Milton Evaristo de Aragão (foi desembargador no estado do Ceará), que cedeu o nome ao Fórum da Justiça do município de São Miguel do Tapuio; José Cavalcante Dias (Zé Dias foi o primeiro odontólogo da cidade); Luis Ferreira Lima, primeiro agente estatístico e autor do primeiro mapa geográfico de São Miguel; Francisco Miguel de Araújo contribuiu para instalação do hospital de São Miguel; Edson de Paiva Melo, primeiro carcereiro da cidade; Apolônio de Paiva Melo, mestre da fabricação de cachaça; Jaime de Paiva Melo, primeiro técnico da usina a vapor que fornecia a energia elétrica da cidade; Antônio Laurindo do Nascimento foi coletor estadual, era estudioso, pois mesmo não sendo engenheiro, desenvolveu um projeto mecânico que na época deu origem às modernas máquinas de extrair matéria prima para o fabrico de cera de carnaúba; Rosilda Aragão Cardoso foi a primeira telegrafista do município; Pe. Francisco Tupinambá de Melo, filho de Tabajara Melo, foi o primeiro tapuiense a receber os sacramentos de sacerdote; Zacarias Bezerra de Sousa, vulgo Zacarias Mano, foi o pedreiro que construiu a maioria das edificações de alvenaria da cidade, também foi o seu primeiro padeiro; Raimundo Venâncio, comerciante (foi agente local do extinto Instituto de Aposentadoria e Pensão dos Comerciários); Formosinho (profeta popular, carpinteiro, era quem fabricava os esquife da cidade); Sátiro e Venâncio, foram os primeiros barbeiros da cidade e Justina, parteira que ajudou a nascer centenas de crianças tapuienses.

### Folclore do município
Cecílio do Reisado foi o precursor da cultura do reisado na cidade. Tudo começou porque entre as ocupações de Cecílio, uma delas era a de  subir em altos coqueiros para tirar-lhes folhas ou frutos. Um certo dia 6 de Janeiro, portanto, dia de Reis, estava ele na copa de uma dessas altíssimas palmeiras, quando de repente, começou a ventar forte, ele escorregou e nas alturas ficou pendurado em uma das folhas da árvore. Vendo o perigo, logo pensou que era castigo divino porque estava trabalhando em um dia santo. Então fez a promessa aos Santos Reis que se saísse ileso daquela difícil situação, a partir daquele momento não mais trabalhava nos dias santificados. E daquele dia em diante, todos os anos passou, a fazer em sua casa a festa do reisado. (na religião católica o dia 6 de Janeiro é dedicado aos Reis Magos Melquior, Gaspar e Baltazar) e assim o reisado entrou para folclore do município.

## Criação da paróquia

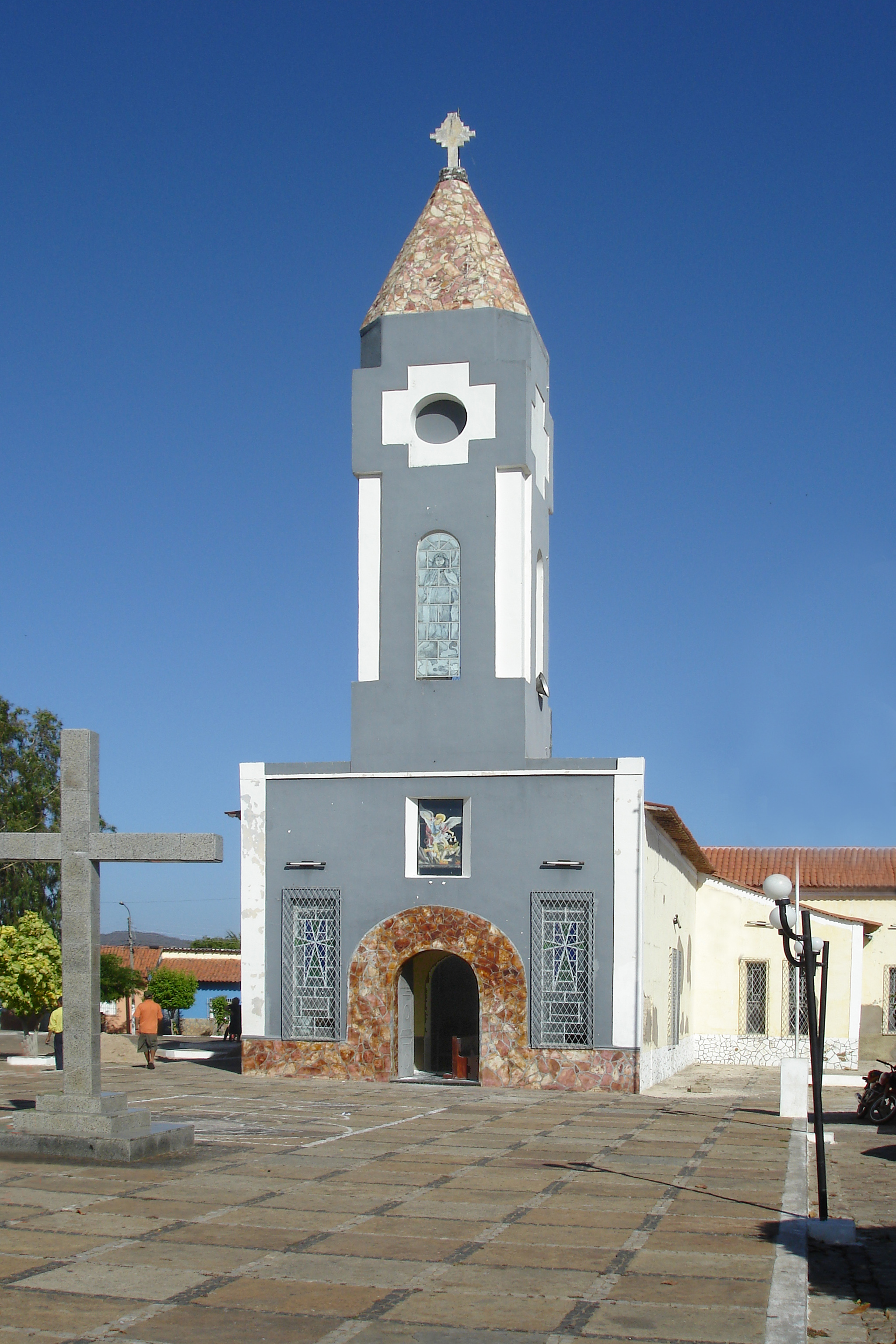
Igreja matriz de São Miguel Arcanjo - São Miguel do Tapuio - Piauí

O processo de criação da paróquia teve início em 1960 com a recomendação do padre Expedito Carneiro de Aguiar, vigário de Castelo do Piauí, à Dom Avelar Brandão Vilela bispo de Teresina. O primeiro vigário da nova paróquia foi o padre Cláudio Melo que chegou a São Miguel do Tapuio em 21 de dezembro de 1960, mas só foi empossado no dia 17 de março de 1961 permanecendo até 1972, quando renunciou o cargo de vigário da paróquia para assumir uma cadeira de Professor na Universidade Federal do Piauí. Posteriormente a paróquia passou a pertencer à Diocese de Campo Maior - Piauí, terra natal do padre Cláudio Melo.

## Economia

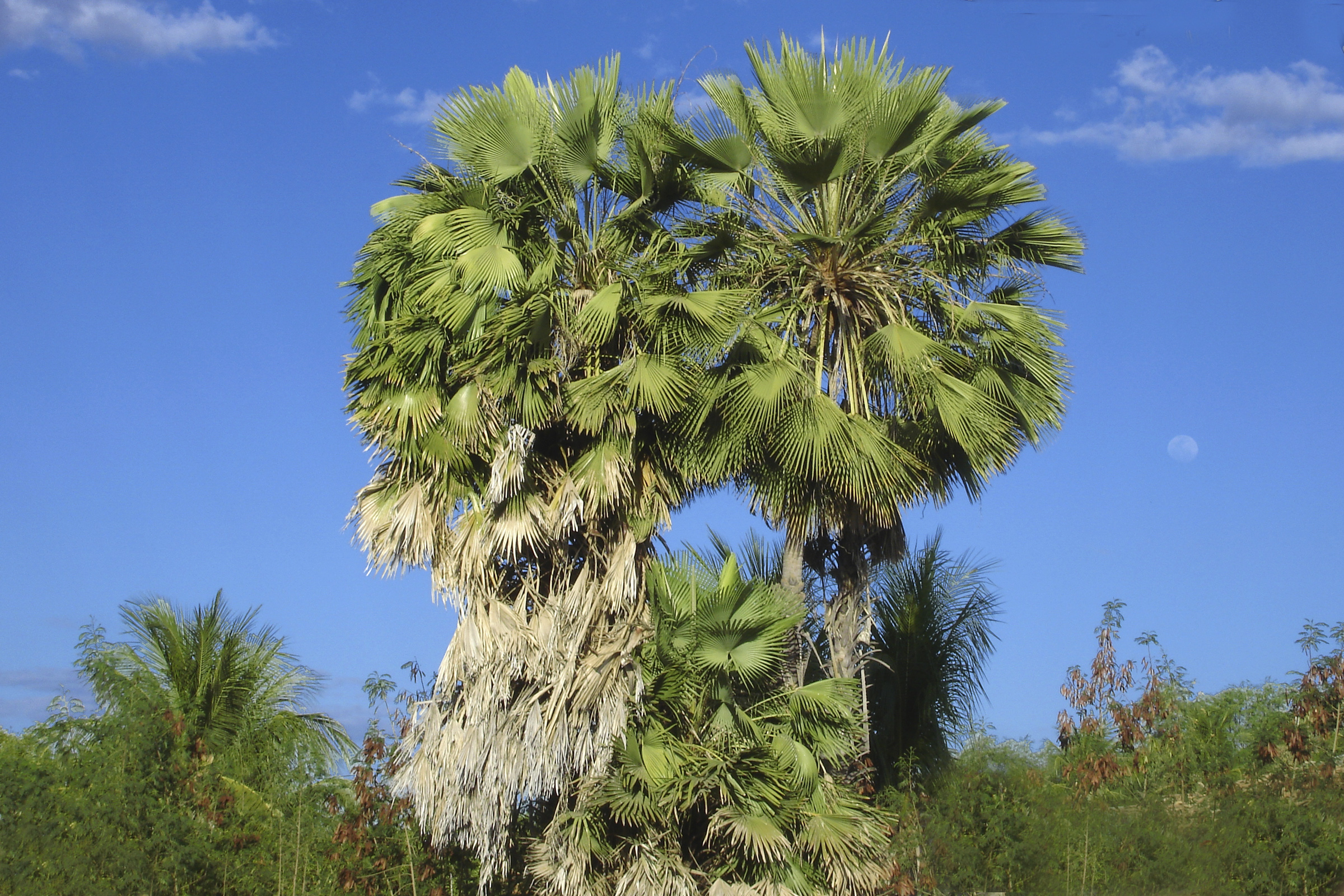
Carnaubeira, árvore da família das palmeiras, símbolo do Piauí. Das suas folhas é extraída a matéria prima para fabricação de cera

A Economia do município, é forte na pecuária e agricultura. No auge do ciclo da cera de carnaúba foi um dos maiores produtores do estado. O trabalho e a garra do seu povo encorajado no lema viver é lutar, fez da vila Cabeça do Tapuia o próspero município de São Miguel.

## Turismo
As grandes festas populares, e a tradição de cidade de povo alegre, vem desde o começo do século XX, pois, os  seus habitantes mais idosos dão noticia que naquela época, no fim da colheita, os fazendeiros já promoviam movimentadas festas. A cidade é conhecida como terra de povo hospitaleiro, moças bonitas e festeiras. Seus maiores eventos são: carnaval, festa de São João; no mês de Julho festa do feijão e do dia 20 a  29 de Setembro a festa do padroeiro São Miguel Arcanjo. O subsolo do município abriga um dos maiores lençóis de água potável do estado, fontes naturais que brotam da terra, e poços perfurados há vários anos, continuam jorrando água térmica e cristalina, o somatório de tudo isso, movimenta o turismo do município.

## Fonte de pesquisa
Pesquisas: arquivos públicos e privados da cidade de São Miguel do Tapuio, inclusive, depoimentos dos moradores do município tapuiense. Bibliografia: Melo Pe. Cláudio — Bernardo de Carvalho — ed. Universidade Federal do Piauí -1988; Melo Pe. Cláudio — O Último Berço dos Tacarijus  — ed. Universidade Federal do Piauí - 1988. Paiva, Audir de Araújo - O Berço dos Araújo Paiva - ed. BSG - Crato, Ceará - 2009.